# Sonata per a piano núm. 17 en re major, D 850 (Schubert)
La Sonata per a piano núm. 17 en re major, D 850, Op. 53, coneguda com a Gasteiner, va ser composta per Franz Schubert durant el mes d'agost de 1825. En aquella època, Schubert estava en la ciutat de balneari de Bad Gastein. Un any més tard apareixeria publicada, i seria la segona de les seves sonates per a piano que ho foren en vida del compositor.

## Estructura

### I. Allegro vivace

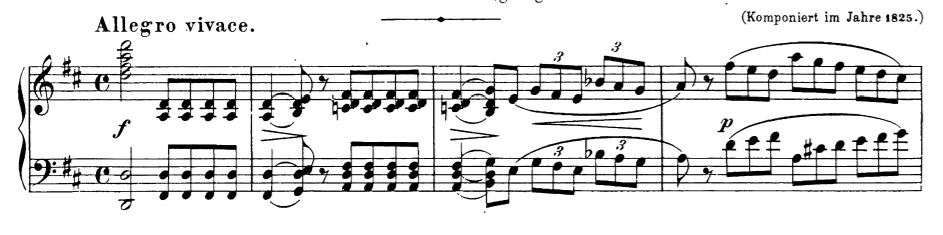

En la tonalitat de re major i compàs 4/4. L'autògraf mostra la indicació Allegro, i alla breve (compàs 2/2); però en la primera edició (publicada en vida i, per tant, és probablement una revisió) apareix com a Allegro vivace i en compàs 4/4, un fet poc habitual en un allegro de Schubert que sovint és més del tipus Allegro moderato.
El primer moviment és intens, enèrgic i passa de l'exaltament, del caràcter tempestuós, al triomfant. Una introducció amb una mena de fanfara presenta el primer material temàtic que ho és d'aquest moviment però també de tota la sonata. En un gest característic de Schubert, aquest tema és repetit de seguida, però en la tonalitat menor; i també són típiques les modulacions a tonalitats remotes com en l'exposició.
El segon tema és alegre, amb un patró que varia molt d'agut a greu, en una reminiscència del yodeling. Aquest tema també és semblant al de l'obertura del Lied Das Heimweh, que va compondre en aquesta època. La secció de desenvolupament presenta una grandiosa fanfara basada en el primer tema, que també utilitza en la coda que tanca el moviment. Aquí es poden trobar exemples de l'escriptura més desafiant per a piano sol de Schubert.

### II. Con moto

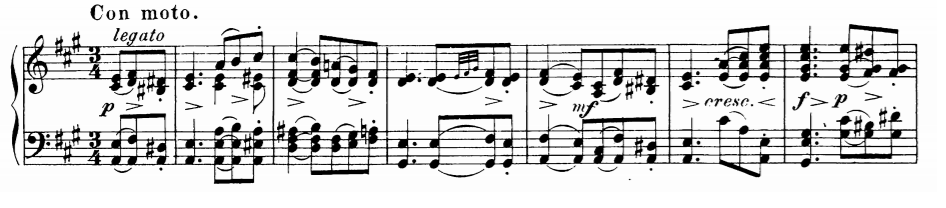

Està en la tonalitat de la menor i compàs 3/4. Té una estructura en rondó segons l'esquema ABABA. Com succeeix en el primer moviment, el segon moviment és inusual en la seva rapidesa. La secció B és expansiva i presenta un nou ritme sincopat, parades i arrencades, que produeixen un efecte dramàtic. El moviment, en general, té una textura sofisticada i una escriptura creativa.

### III. Scherzo: Allegro vivace - Trio

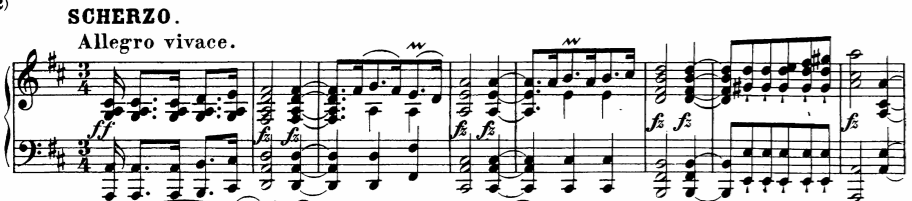

Està en la tonalitat de re major i compàs 3/4. El Trio està en la tonalitat de sol major. En el Scherzo, Schubert expandeix una idea de ritmes amb puntet, amb sobtats canvis de registre, textura, i tonalitat. L'hemiòlia apareix molt sovint. El trio, senyorial, líric, i amb modulacions a tonalitats distants, contrasta considerablement amb la música animada que l'envolta.

### IV. Rondó: Allegro moderato

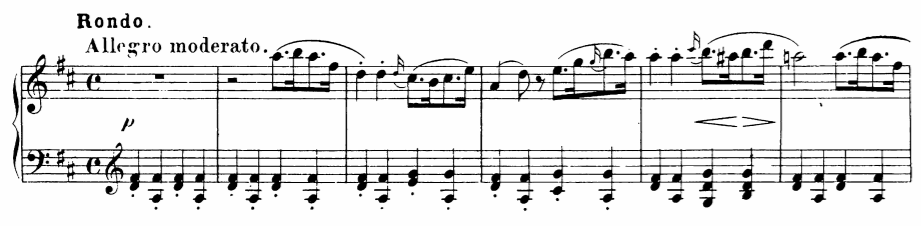

En la tonalitat de re major i compàs 4/4. Presenta una estructura ABACA. El tema del rondó és com una marxa, repetit dues vegades amb una subdivisió rítmica i una ornamentació en augment, està acompanyat per dos episodis contrastants, cadascun amb les seves pròpies seccions centrals tempestuoses. La secció B presenta escales ràpides. La secció C presenta acords repetits, en un episodi que es pot considerar líric i dramàtic. Després de l'última presentació molt ornamentada del tema principal del rondó, una tranquil·la coda porta l'obra a un plàcid final.
L'obra dura aproximadament 40 minuts.